# SARSr-CoV
SARSr-CoV (скорочено від англ. Severe acute respiratory syndrome-related coronavirus) — вид коронавірусу, що може заражати: людей, кажанів та декотрих ссавців. Це суперкапсид плюс-сенс одноланцюговий РНК вірус, що входить до клітини хазяїна через зв'язування ACE2 рецептору. Входить до роду Бетакоронавіруси і підроду Сербекоронавіруси (Sarbecoronavirus).